# Samson und Delila (1922)
Samson und Delila ist ein österreichischer Monumental- und Stummfilm aus dem Jahr 1922. Unter der Regie von Alexander Korda spielt seine damalige Ehefrau Maria Corda die Hauptrolle.

## Handlung
Die Handlung spielt auf zwei Ebenen: einer modernen und einer zu biblischen Zeiten.
Julia Sorel ist eine berühmte Opernsängerin und reiht Erfolg auf Erfolg. Ihr hartnäckigster Bewunderer ist der Großfürst Andrej, der sich als besonders aufdringlich erweist. Ihre nächste Bühnenstation wird die Mailänder Scala sein, wo sie in einer Aufführung die »Delila« geben wird. Um sich auf ihren Part und die Historie einlassen zu können, verlässt die gefeierte Künstlerin die Proben und besucht einen alten Rabbi. Dieser erzählt ihr die biblische Geschichte von Samson und Delila. Bald entstehen Parallelen ihres eigenen Lebens zu dieser Legende.
Wieder zurück im Theater, zeigt Julia Sorel ihre Diva-Allüren. Sie verweigert ihrem Kollegen, dem jungen Tenor Ettore Ricco, die Zusammenarbeit auf der Bühne, als dieser dazu auserkoren wird, den ursprünglich vorgesehenen, derzeit aber verhinderten Startenor zu ersetzen. Als dieser dann doch erscheint, scheint der Frieden wieder hergestellt. Nach der Scala-Vorstellung lädt der Großfürst die Sängerin auf seine Jacht ein. Andrej Andrejewitsch verfolgt aber ganz eigene Pläne: er hat mitnichten vor, Julia Sorel wieder gehen zu lassen. Aus dem Gastmahl wird eine Entführung, und Julia findet sich in ihrer Kabine eingesperrt. Dann sticht der Fürst mit seinem Schiff in hohe See.
Andrej Andrejewitsch ist erst bereit, zurückzukehren, wenn die Künstlerin ihn erhört hat. Weder Julia noch Andrejewitsch haben jedoch bemerkt, dass sich der von Julia brüsk zurückgewiesene Kollege Ettore ebenfalls an Bord geschlichen hat. Auch er kennt die biblische Legende von Samson und Delila nur allzu gut und wendet zur Rettung Julias eine alte List (mit einem mutmaßlichen Anarchisten im Zentrum des Geschehens) an, die schon damals gewirkt hatte. Allen Beteiligten wird von dem jungen Mann eine lehrreiche Lektion erteilt. Schließlich ordnet sogar der Großfürst die Rückkehr seiner Jacht in den nächsten Hafen an.

## Produktionsnotizen
Samson und Delila wurde 1922 als Monumentalfilm, als erste Produktion in den noch nicht völlig fertiggestellten Rosenhügel-Filmstudios gedreht, in der Absicht, mit diesem internationalen Stoff auf dem Weltmarkt reüssieren zu können. Die Uraufführung fand am ersten Weihnachtstag 1922 in Wien statt.
Karl Hartl hatte die Regieassistenz, die Filmbauten entwarf Alexander Ferenczy. Otto Wannenmacher sorgte für die pyrotechnischen Effekte.
Anfang der 1920er Jahre entstand eine kurze Blütezeit des österreichischen Films, in der man rund um Wien mehrere ebenso aufwendige wie kostenintensive Großfilme herstellte. Korda, der 1922 für diesen Film seinen alten Arbeitgeber, die Sascha Filmindustrie, verlassen hatte, ließ sich bei Samson und Delila ganz offensichtlich von D. W. Griffiths Epos Intoleranz inspirieren. Der für diesen Film geleistete, enorme Aufwand an Menschen und Material und dessen Kosten wurde penibel aufgelistet: 400 Bärte und 100 kg Menschenhaar (1500 Kronen), Maskenbildner (275.000 Kronen), 160 Arbeitstage (4.400.000 Kronen). Gesamtkosten: 12.333.750 Kronen.
Die hohen Kosten entstanden unter anderem auch durch Korda selbst, der den Drehplan hoffnungslos überzog. Um die Ausgaben einigermaßen zu stemmen, arbeitete Korda hier mit der ungarischen Produktionsfirma Vita-Film zusammen. Nachdem Samson und Delila jedoch die Kosten nicht annähernd wieder einspielen konnte, verließ Korda Österreich und ging mit seiner Frau Maria für weitere Filmprojekte vorübergehend nach Deutschland.

## Kritik
J-s. urteilte im Film-Kurier: „Das Positive an diesem Film sind aus diesem Grunde nicht die enormen Prunkbauten, die in zahlreichen Wiederholungen wiederkehren, sondern die modernen Bilder, die mit der Störung der Opernvorstellung ihren ersten dramatischen Höhepunkt erleben und dann sehr geschickt zu einer frohgestimmten Schlußepisode auslaufen, die an Spannung gegen die ersten Bilder des neuzeitlichen Konfliktes nichts einbüßt. Regietechnisch sind sehr erfreuliche Leistungen vorhanden: die Verwirrung im Opernhaus nach dem Attentat auf den Prinzen Andrej, die Spielmomente an Bord der Yacht ‚Rul‘, das Auftreten des geheimnisvollen ‚Anarchisten‘ an Bord dieses Schiffes und die Auflösung des Attentatverdachtes – alles das ist mit vielem Geschick durchgeführt worden, und auch die Darsteller Maria Corda, Franz Herterich, Paul Lukas und Ernst Arndt entsprechen vollkommen ihren Rollenaufgaben; in der historisierenden Handlung hingegen bleibt alles schemenhaft, ungeeignet – irgendwie menschlich zu erwärmen und damit innere Beziehungen zur Hauptverhandlung herzustellen.“